# Jiugu
Jiugu (kinesiska: 九姑) är en socken i östra Kina. Den ligger i Susong härad i Anqing i provinsen Anhui, omkring 220 kilometer sydväst om provinshuvudstaden Hefei. Antalet invånare är 17314. Befolkningen består av 8 441 kvinnor och 8 873 män. Barn under 15 år utgör 24,0 %, vuxna 15-64 år 64 %, och äldre över 65 år 10,0 %.